# Pär Nordgren
Pär Gunnar Nordgren, född 20 april 1934 i Luleå domkyrkoförsamling i Norrbottens län, är en svensk militär.

## Biografi
Nordgren avlade officersexamen vid Krigsflygskolan 1960 och utnämndes samma år till fänrik i flygvapnet. Han befordrades 1962 till löjtnant vid Södertörns flygflottilj och gick Stabskursen vid Flyglinjen på Militärhögskolan. Han befordrades till kapten 1968 och tjänstgjorde vid Luftoperationsavdelningen i staben i Nedre Norrlands militärområde 1968–1972. År 1972 befordrades han till major, varefter han tjänstgjorde vid Centralavdelningen i Flygstaben 1972–1975. Han studerade vid Försvarshögskolan, befordrades till överstelöjtnant 1975 och var chef för Luftoperationsavdelningen i staben i Södra militärområdet 1975–1979. Åren 1980–1981 var han stabschef vid Flygvapnets Södertörnsskolor, varefter han var chef för Personalplaneringsavdelningen i Flygstaben 1981–1984 och chef för Redovisningsenheten vid Värnpliktsverket 1984–1985. År 1985 befordrades han till överste, varpå han var chef för värnpliktskontor inom Värnpliktsverket: för Övre Norrlands värnpliktskontor 1985–1987 och för Södra värnpliktskontoret 1987–1994.